# جبل ضين
جبل ضين هو جبل مخروطي الشكل في اليمن في صنعاء.  يقع في الطرف الشمالي لسهل صنعاء، شرقي الطريق من صنعاء إلى عمران.  من أصل بركاني، يمثل أعلى نقطة بين سهل صنعاء وقاع البون.  نظرا لاعتباره موقع مقدس منذ عصور ما قبل الإسلام، يشير جبل الضين إلى مكة تقريبًا عند مشاهدته من صنعاء.  أمر النبي محمد أهل صنعاء باستخدام جبل ضين كنقطة مرجعية للقبلة.  يوجد أثار من فترة ما قبل الإسلام في قمة الجبل، والتي يقال إنها قبر قدام بن قديم. 